# Parafia Bogurodzicy Maryi w Warszawie
Parafia Bogurodzicy Maryi w Warszawie – parafia rzymskokatolicka należąca do dekanatu jelonkowskiego, archidiecezji warszawskiej, metropolii warszawskiej Kościoła katolickiego, w Warszawie, w dzielnicy Bemowo. Obsługiwana przez księży diecezjalnych.

## Historia
Parafia została erygowana w 1984 roku.  

### Kościół parafialny
Kościół został wybudowany w latach 90. XX wieku. Jest inspirowany częściowo romanizmem oraz protestanckim budownictwem sakralnym (wewnętrzna galeria), a jego bryła ma kształt korony. Znajdują się w nim m.in. obraz Matki Boskiej Łaskawej z Jelonek z 1920 autorstwa Marii z Wendorffów Kraskowskiej oraz współczesny zespół witraży, z których najważniejsze to: „Zwiastowanie”, „Hołd Trzech Króli” i „Testament z Krzyża”. Na galerii kościoła zawieszona jest współczesna folkloryzująca droga krzyżowa w postaci serii obrazów, namalowana przez Elżbietę Ostrowską-Łysak. 
Najważniejsza pamiątka historyczna w kościele to wiszący nad skrzyżowaniem naw wykonany z tworzywa sztucznego baldachim witrażowy z naturalistycznym przedstawieniem Ducha Świętego wśród obłoków. Pochodzi on z wizyty Benedykta XVI w Warszawie i pierwotnie umieszczony był nad ołtarzem polowym w czasie mszy na placu Piłsudskiego.